# Bugaku
Bugaku (jap. 舞楽) – japońskie tańce z towarzyszeniem muzyki dworskiej gagaku (dworska muzyka i taniec). 

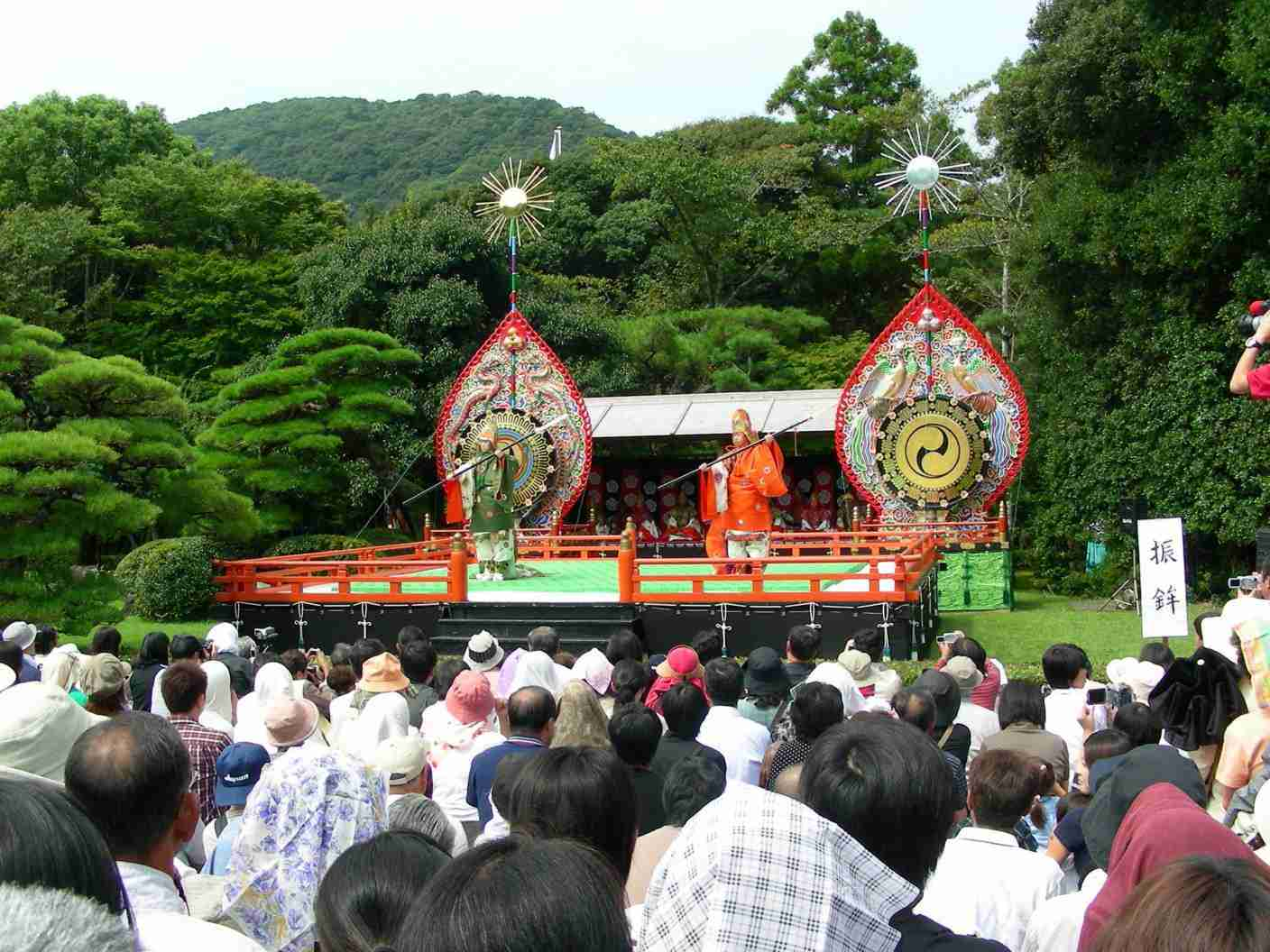
Przedstawienie bugaku w chramie Kōtai-jingū w Ise

Tańce bugaku wywodzą się zarówno z oryginalnych kompozycji japońskich, jak i muzyki pochodzącej z kontynentu: chińskiej, koreańskiej, indyjskiej i Azji Południowo-Wschodniej. Ostateczny kształt uzyskały w IX w. dzięki muzykom, jak: Kiyokami Ōto (Ōto no Kiyokami, ?–848) i Hamanushi Owari (Owari no Hamanushi, 733–?). Ten drugi jest uważany za twórcę bugaku. Po powrocie z Chin uporządkował muzykę i tańce dworskie, przyczyniając się do ich japonizacji. Już w 701 r. powstało Cesarskie Biuro Muzyki (Gagakuryō, inaczej Utaryō). 
Bugaku wykonywali tancerze z gwardii cesarskiej, ale także młodzi arystokraci popisujący się swoimi umiejętnościami w czasie różnych uroczystości. Były także specjalne tańce kobiece.
Tańce dworskie wykorzystywano również w celach rytualnych w świątyniach wspieranych przez dwór cesarski. Dzięki temu m.in. w Tōdai-ji zachowały się maski bugaku – mniejsze, stylizowane i doskonalsze od gigaku – wykonywane z drewna lub płótna pokrytego laką.
Wraz z takimi formami, jak: gigaku, sarugaku, dengaku i kagura, wpłynęły na późniejszy rozwój teatru nō.